# Синхронне плавання на Чемпіонаті Європи з водних видів спорту 2021 — дует, довільна програма
Змагання з синхронного плавання в довільній програмі дуетів на Чемпіонаті Європи з водних видів спорту 2021 відбулися 11 та 14 травня.

## Результати[1]
| Місце | Країна          | Плавчині                                           |         |
| Місце | Країна          | Плавчині                                           | Очки    |
| ----- | --------------- | -------------------------------------------------- | ------- |
| 1     | Росія           | Світлана Колесніченко Світлана Ромашина            | 97.9000 |
| 2     | Україна         | Марта Фєдіна Анастасія Савчук                      | 94,3333 |
| 3     | Австрія         | Анна-Марія Александріні Еіріні-Маріні Александріні | 90,8667 |
| 4     | Білорусь        | Василина Хандошка Дар'я Кулагіна                   | 88,7333 |
| 5     | Нідерланди      | Бредж де Броувер Нортьє де Броувер                 | 88,3000 |
| 6     | Італія          | Вероніка Галло Марта Муру                          | 85,8333 |
| 7     | Велика Британія | Кейт Шторман Ізабелль Торпе                        | 85,8000 |
| 8     | Ізраїль         | Еден Блехер Шеллі Бобріцкі                         | 85,7000 |
| 9     | Ліхтенштейн     | Лара Мехніг Марлюс Шіершер                         | 84,3333 |
| 10    | Швейцарія       | Вівієн Кох Ноемі Пешль                             | 83,2667 |
| 11    | Німеччина       | Марлен Боєр Мішель Зіммер                          | 82,7000 |
| 12    | Сан-Марино      | Ясмін Вербена Ясмін Зонзіні                        | 80,4333 |
| 13    | Словаччина      | Нада Даабусова К'яра Діки                          | 78,5000 |
| 14    | Португалія      | Марія Гонкальвес Чеіла Вієра                       | 77,2667 |
| 15    | Сербія          | Невена Дімітрієвич Єлена Контич                    | 77,2000 |
| 16    | Чехія           | Кароліна Клушкова Анета Мразкова                   | 76,6333 |
| 17    | Угорщина        | Лінда Фаркас Сабіна Ганглер                        | 75,0667 |
| 18    | Фінляндія       | Лінеа Пітканен Сіні Туулі                          | 73,0000 |
| 19    | Болгарія        | Александра Атанасова Антеа Чернукова               | 72,8000 |
| 20    | Литва           | Фауста Аврамавічуте Года Вайтекунайте              | 70,4667 |